# بطولة الخليج لهوكي الجليد 2010
بطولة الخليج لهوكي الجليد 2010 هي النسخة الأولى من بطولة الخليج لهوكي الجليد، والتي أُقيمت في الفترة ما بين 25 و30 مايو 2010 في مدينة الكويت. فازت الإمارات بالبطولة بعد فوزها بجميع مبارياتها الثلاث واحتلت المركز الأول في الترتيب. واحتلت الكويت المركز الثاني، فيما حلت السعودية في المركز الثالث.

## ملخص
بدأت بطولة الخليج لهوكي الجليد 2010 في 25 مايو 2010 في مدينة الكويت، الكويت، حيث أقيمت المباريات على الحلبة الوطنية للتزلج على الجليد. خاض منتخبا عمان والسعودية أول مشاركة لهما في المسابقات الدولية. تم تنظيم الحدث من قبل الاتحاد الكويتي لهوكي الجليد تحت إشراف الاتحاد الدولي لهوكي الجليد الذي أرسل بدوره حكامًا لإدارة المباريات. فازت الإمارات العربية المتحدة بالبطولة، حيث فازت بجميع مبارياتها الثلاث واحتلت المركز الأول في الترتيب. واحتلت الكويت المركز الثاني بخسارة وحيدة أمام الإمارات، بينما احتلت السعودية المركز الثالث.

## الترتيب
| م      | فريق                     | لعب | ك | OTW | OTL | خ | له | عليه | ف   | نقاط |
| ------ | ------------------------ | --- | - | --- | --- | - | -- | ---- | --- | ---- |
| الأول  | الإمارات العربية المتحدة | 3   | 3 | 0   | 0   | 0 | 29 | 2    | +27 | 9    |
| الثاني | الكويت                   | 3   | 2 | 0   | 0   | 1 | 16 | 7    | +9  | 6    |
| الثالث | السعودية                 | 3   | 1 | 0   | 0   | 2 | 7  | 25   | −18 | 3    |
| 4      | عمان                     | 3   | 0 | 0   | 0   | 3 | 1  | 19   | −18 | 0    |

## النتائج
| مايو 25, 2010 | الكويت | 10–3 (4–0, 2–1, 4–2) | السعودية | الحلبة الوطنية للتزلج على الجليد |

| Game reference | Game reference | Game reference | Game reference | Game reference |
| -------------- | -------------- | -------------- | -------------- | -------------- |

| مايو 26, 2010 | عمان | 0–11 (0–3, 0–4, 0–4) | الإمارات العربية المتحدة | الحلبة الوطنية للتزلج على الجليد |

| Game reference | Game reference | Game reference | Game reference | Game reference |
| -------------- | -------------- | -------------- | -------------- | -------------- |

| مايو 27, 2010 | الكويت | 5–0 (2–0, 2–0, 1–0) | عمان | الحلبة الوطنية للتزلج على الجليد |

| Game reference | Game reference | Game reference | Game reference | Game reference |
| -------------- | -------------- | -------------- | -------------- | -------------- |

| مايو 27, 2010 | السعودية | 1–14 (0–5, 1–5, 0–4) | الإمارات العربية المتحدة | الحلبة الوطنية للتزلج على الجليد |

| Game reference | Game reference | Game reference | Game reference | Game reference |
| -------------- | -------------- | -------------- | -------------- | -------------- |

| مايو 29, 2010 | عمان | 1–3 | السعودية | الحلبة الوطنية للتزلج على الجليد |

| Game reference | Game reference | Game reference | Game reference | Game reference |
| -------------- | -------------- | -------------- | -------------- | -------------- |

| مايو 30, 2010 | الكويت | 1–4 | الإمارات العربية المتحدة | الحلبة الوطنية للتزلج على الجليد |

| Game reference | Game reference | Game reference | Game reference | Game reference |
| -------------- | -------------- | -------------- | -------------- | -------------- |